# Veromenia singula
Veromenia singula is een Solenogastressoort uit de familie van de Acanthomeniidae. De wetenschappelijke naam van de soort is voor het eerst geldig gepubliceerd in 2008 door Gil-Mansilla, Garcia-Alvarez, Urgorri.